# العلاقات الأذربيجانية الكرواتية
العلاقات الأذربيجانية الكرواتية هي العلاقات الثنائية التي تجمع بين أذربيجان وكرواتيا.

## مقارنة بين البلدين
هذه مقارنة عامة ومرجعية للدولتين:
| وجه المقارنة                                              | أذربيجان        | كرواتيا                                                  |
| --------------------------------------------------------- | --------------- | -------------------------------------------------------- |
| المساحة (كم2)                                             | 86.60 ألف       | 56.59 ألف                                                |
| عدد السكان (نسمة)                                         | 10.00 مليون     | 4.11 مليون                                               |
| الكثافة السكانية (ن./كم²)                                 | 115.47          | 72.63                                                    |
| العاصمة                                                   | باكو            | زغرب                                                     |
| اللغة الرسمية                                             | اللغة الأذرية   | اللغة الكرواتية                                          |
| العملة                                                    | مانات أذربيجاني | كونا كرواتية                                             |
| الناتج المحلي الإجمالي (بليون دولار)                      | 40.75 مليار     | 54.85 مليار                                              |
| الناتج المحلي الإجمالي (تعادل القوة الشرائية) بليون دولار | 171.56 مليار    | 94.64 مليار                                              |
| الناتج المحلي الإجمالي الاسمي للفرد دولار أمريكي          | 5.50 ألف        | 11.54 ألف                                                |
| الناتج المحلي الإجمالي للفرد دولار أمريكي                 | 17.52 ألف       | 21.64 ألف                                                |
| مؤشر التنمية البشرية                                      | 0.751           | 0.818                                                    |
| رمز المكالمات الدولي                                      | +994            | +385                                                     |
| رمز الإنترنت                                              | .az             | .hr                                                      |
| المنطقة الزمنية                                           | ت ع م+04:00     | توقيت وسط أوروبا، ت ع م+01:00، ت ع م+02:00، أوروبا/زغرب ‏ |

## منظمات دولية مشتركة
يشترك البلدان في عضوية مجموعة من المنظمات الدولية، منها:
| علم المنظمة | اسم المنظمة                               | تاريخ انضمام أذربيجان | تاريخ انضمام كرواتيا |
| ----------- | ----------------------------------------- | --------------------- | -------------------- |
|             | الاتحاد البريدي العالمي                   | ?                     | ?                    |
|             | يونسكو                                    | 3 يونيو 1992          | 1 يونيو 1992         |
|             | البنك الدولي للإنشاء والتعمير             | 18 سبتمبر 1992        | 25 فبراير 1993       |
|             | وكالة ضمان الاستثمار متعدد الأطراف        | 23 سبتمبر 1992        | 19 مارس 1993         |
|             | الاتحاد الدولي للاتصالات                  | 10 أبريل 1992         | 3 يونيو 1992         |
|             | منظمة الشرطة الجنائية الدولية             | ?                     | ?                    |
|             | مؤسسة التنمية الدولية                     | 31 مارس 1995          | 25 فبراير 1993       |
|             | مؤسسة التمويل الدولية                     | 11 أكتوبر 1995        | 25 فبراير 1993       |
|             | الأمم المتحدة                             | 2 مارس 1992           | 22 مايو 1992         |
|             | منظمة الأمن والتعاون في أوروبا            | 30 يناير 1992         | 24 مارس 1992         |
|             | مجلس أوروبا                               | 25 فبراير 2001        | ?                    |
|             | منظمة حظر الأسلحة الكيميائية              | ?                     | ?                    |
|             | المركز الدولي لتسوية المنازعات الاستشارية | 18 أكتوبر 1992        | 22 أكتوبر 1998       |

## وصلات خارجية
- موقع وزارة الخارجية الأذربيجانية
- موقع وزارة الخارجية الكرواتية